# Lady Bird Johnson
Pour les articles homonymes, voir LBJ (homonymie) et Johnson.
Claudia Johnson, née Claudia Alta Taylor le 22 décembre 1912 à Karnack au Texas et morte le 11 juillet 2007 à Austin, connue sous le surnom de Lady Bird Johnson, est la Première dame des États-Unis du 22 novembre 1963 au 20 janvier 1969, en tant qu'épouse de Lyndon Baines Johnson, 36e président des États-Unis.

## Biographie

### Jeunesse et famille

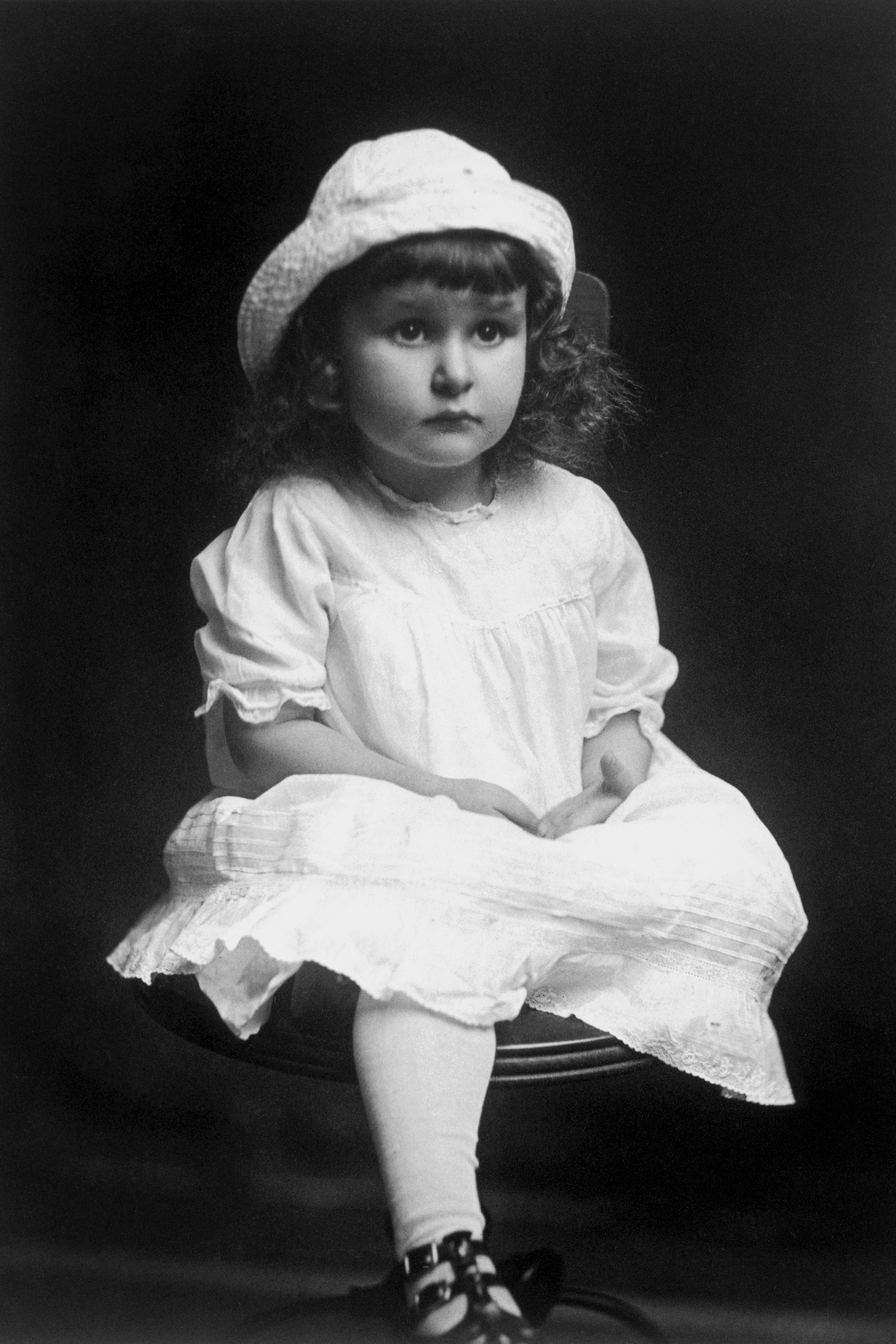
Claudia Alta Taylor en 1915.

Claudia Alta Taylor naît le 22 décembre 1912 à Karnack au Texas,. Elle est la fille cadette de Thomas Jefferson Taylor et de Minnie Pattillo Taylor. après ses études secondaires à la St. Mary's Episcopal School pour filles de Dallas, elle est admise à l' Université du Texas à Austin où elle obtient le Bachelor of Arts (licence) en journalisme et histoire,.
Elle épouse Lyndon Baines Johnson le 17 novembre 1934 à San Antonio au Texas,. De cette union naissent deux filles, à savoir Lynda Bird Johnson (née le 19 mars 1944) et Luci Baines Johnson (née le 2 juillet 1947).

### Première dame des États-Unis

Lady Bird Johnson lors d'une lecture dans une classe, en 1966.

En tant que première dame, elle est connue pour ses idées novatrices sur l'environnement qui ont inspiré de nombreux projets dans tout le pays. Elle a eu l'idée de favoriser la loi d'embellissement de la route, qui a cherché à limiter les panneaux publicitaires, et à créer des plantations en bord de route.
À 93 ans, elle devient l'ancienne Première dame vivante la plus âgée des États-Unis, ayant même survécu à l'une de celles qui lui ont succédé, Pat Nixon. Elle est l'une des six Premières dames à avoir été nonagénaires.
Elle a été la seule veuve présidentielle vivante du 19 mai 1994 date de la mort de Jacqueline Kennedy au 5 juin 2004 date où Nancy Reagan est devenue veuve à son tour.
Bien que veuve, Lady Bird Johnson a été l'ancienne Première dame la plus active pendant les années 1970 et 1980, et le début des années 1990 en continuant à rendre hommage à son ancien époux ainsi qu'à d'autres anciens présidents ; en effet, au cours des dernières années de sa vie, Jacqueline Kennedy n'était plus dans la capacité de remplir ses fonctions et d'assister à des cérémonies.

### Dernières années

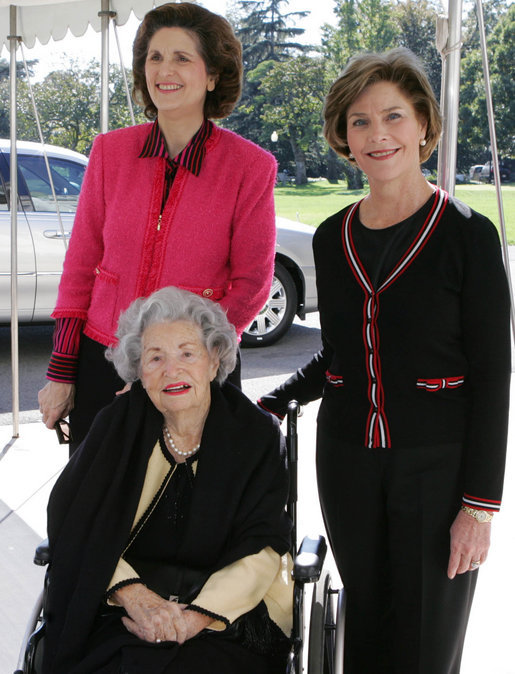
Lady Bird avec sa fille Lynda Johnson Robb et la Première dame Laura Bush, le 19 octobre 2005.

Sa santé commence à se détériorer dans les années 1990. En août 1993, elle a une crise d'apoplexie mineure qui lui fait perdre un peu la vue. Elle est hospitalisée deux fois à la suite de deux malaises, la première fois le 11 novembre 1999 et la deuxième en janvier 2005. En mai 2002, elle est victime d'une seconde attaque d'apoplexie qui l'a laisse temporairement aphasique et grabataire.
En 2005, en raison de son âge et de ses problèmes de santé, devenue presque aveugle, elle décide de réduire ses sorties en public.
Elle meurt à son domicile d'Austin au Texas le 11 juillet 2007 à l'âge de 94 ans. Elle est enterrée dans le Johnson Family Cemetery.

## Dans la culture populaire
En 2016, elle est interprétée par Melissa Leo dans le téléfilm All the Way de Jay Roach, par Jennifer Jason Leigh dans le film LBJ de Rob Reiner, et par Beth Grant dans le film Jackie de Pablo Larraín.
En 2019, elle est interprétée par Suzanne Kopser dans la série The Crown.